# Pasi Pawang
Pasi Pawang is een bestuurslaag in het regentschap Aceh Jaya van de provincie Atjeh, Indonesië. Pasi Pawang telt 230 inwoners (volkstelling 2010).